# CR機動新撰組萌えよ剣
CR機動新撰組萌えよ剣（シーアールきどうしんせんぐみもえよけん）は、タイヨーエレックから2007年1月に発売されたデジパチタイプのパチンコ。保通協の登録型式名は「CR萌えよ剣」。
同機の後継機・「CR機動新撰組萌えよ剣 疾風怒濤編」についても記載する。

## 概要
PlayStation 2用ゲームソフト・「機動新撰組 萌えよ剣」とのタイアップ機。
確変大当たりのうち、「ミッションモード」の一部で当選する2R確変は初当たり時のみ潜伏し、2度目の2R確変で電チューサポートが付く仕様。
3種のスペックのうち甘デジスペックのSTXはロングヒットとなり、タイヨーエレックの知名度アップに大いに貢献した。

## スペック
| 型式 | 大当たり確率    | 確変突入率           | 賞球数    | ラウンド数          | 時短                         |
| ---- | --------------- | -------------------- | --------- | ------------------- | ---------------------------- |
| TTX  | 1/345.5→1/34.55 | 60%（うち突確13.3%） | 3&4&10&14 | 15ラウンド9カウント | 通常大当たり終了後100回      |
| KTX  | 1/315.5→1/31.55 | 60%（うち突確20%）   | 3&4&10&14 | 15ラウンド9カウント | 通常大当たり終了後100回      |
| STX  | 1/97.7→1/19.95  | 60%（うち突確16.7%） | 3&4&10&13 | 5ラウンド9カウント  | 通常大当たり終了後20回or50回 |

## CR機動新撰組萌えよ剣 疾風怒濤編
2009年5月発売の後継機。保通協の登録型式名は「CR萌えよ剣2」。
本機よりバイブレーション付きチャンスボタンを搭載した新枠の「ALDIO」を採用。
リーチの演出等は前作をほぼ踏襲しているが、以下の点が変更されている。
- メインキャラクターのグラフィックは新たに描き起こされている。
- TVアニメ版のオリジナルキャラクター（蘭々、漢々、浦沢せん、猫又）が追加されている。うち蘭々と漢々は見回りや物の怪との戦闘にも協力する。
- 回転中の予告で登場する町人などのキャラも、TV版に登場したものに改められている。
- 盤面右の可動役物が風車に変更されている。
- ガクブル予告でガセの場合、盤面上のタイトル役物が降りてこない。
- スベリ予告に漢々が追加されている。漢々＞猫丸＞何もなし の順に信頼度が高い。
- 「山崎屋予告」が「しゃむる予告」に変更されている。
- 新撰組リーチで登場する物の怪に蛸妖怪「破壊入道」が追加されている。信頼度はカブ妖怪と大河童の間に位置する。
- ロングリーチが3種類の「キャラクターリーチ」に変更され、新撰組リーチへの発展の可能性が付加されている。
- 温泉リーチの大当たりキャラに、おりょう、山崎小夜子、早乙女美姫、小雪が追加されている。
- 確変潜伏モードに「つばめ組モード」を追加。
- 突然確変モードに「魅惑モード」を追加。
- 大当たり時のBGMは、前作で用いられたOVA版OP「萌えよ剣」が通常図柄（STXでは確変図柄）のみとなり、確変図柄がTV版OP「時代の無双花」（STXでは通常図柄6Rで短縮版）、追跡モード時が確変・通常ともOVA版ED「青春の祭り」、魅惑モード時が確変・通常ともTV版ED「始まりの風よ吹け」となっている。

など。

### スペック
| 型式 | 大当たり確率    | 確変突入率             | 賞球数  | ラウンド数             | 時短                         |
| ---- | --------------- | ---------------------- | ------- | ---------------------- | ---------------------------- |
| HTZ  | 1/349.0→1/34.90 | 70%（うち突確25%/14%） | 3&10&13 | 16ラウンド8カウント    | 通常大当たり終了後100回      |
| MTW  | 1/309.7→1/33.18 | 65%（うち突確25%/14%） | 3&10&13 | 16ラウンド8カウント    | 通常大当たり終了後100回      |
| STX  | 1/97.7→1/19.53  | 60%（うち突確16%/16%） | 3&10&12 | 6or15ラウンド8カウント | 通常大当たり終了後20回or80回 |

※突確比率は、ヘソ入賞時比率/電チュー入賞時比率、の順